# Fortitudo Bologna
Fortitudo Bologna ist ein Basketballverein, der in der norditalienischen Stadt Bologna beheimatet ist.

## Geschichte
Fortitudo Bologna wurde 1932 gegründet und blieb lange Zeit im Schatten des Lokalrivalen Virtus Bologna.
1998 jedoch konnte Fortitudo mit dem Italienischen Pokal den ersten Titel erringen. Von 1996 bis 2006 stand Fortitudo Bologna zudem in jedem Jahr außer 1999 im Finale der italienischen Meisterschaft, welche man bislang zweimal gewann. Auch international etablierte sich Fortitudo und nahm regelmäßig an der Euroleague teil, deren Finale der Verein in der Saison 2003/04 erreichte. 2006 beendete jedoch der Unternehmer Giorgio Seragnoli sein Engagement im Verein, das eine wichtige finanzielle Grundlage für die Erfolge seit Mitte der 1990er-Jahre gewesen war. Daraufhin geriet Fortitudo in eine Krise, die 2009 im Abstieg aus der Lega A gipfelte.
Im September 2012 wurde Fortitudo aufgrund Insolvenz aufgelöst und 2013 nach Konkursersteigerung des Geschäftswerts durch die neuen Eigentümer mit altem Namen und sämtlicher gewonnener Titel neugegründet.
In der Spielzeit 2018/19 gelang der Wiederaufstieg in die Serie A.

## Halle
Der Verein mit den Farben Weiß und Blau trägt seine Heimspiele in der 5570 Zuschauer fassenden PalaDozza aus.

## Weitere Erfolge
- Euroleague: Finalist 2004, Halbfinalist 2001
- Korać-Cup: Finalist 1977

## Sponsorennamen
- Cassera Bologna (1966–1968)
- Eldorado Bologna (1968–1971)
- Alco Bologna (1971–1978)
- Mercury Bologna (1978–1980)
- I&B Bologna (1980–1981)
- Lattesole Bologna (1981–1983)
- Yoga Bologna (1983–1988)
- Arimo Bologna (1988–1990)
- Aprimatic Bologna (1990–1991)
- Mangiaebevi Bologna (1991–1993)
- Filodoro Bologna (1993–1995)
- Teamsystem Bologna (1995–1999)
- Paf Wennington Bologna (1999–2001)
- Skipper Bologna (2001–2004)
- Climamio Bologna (2004–2007)
- UPIM Bologna (2007–2008)
- GMAC Bologna (2008–2009)
- Amori Bologna (2009–2010)
- Tulipano Impianti Bologna (2013–2014)
- Eternedile Bologna (2014–2016)
- Contatto Bologna (2016–2017)
- Consultinvest Bologna (2017–2018)
- Lavoropiù Fortitudo Bologna (2018–2019)
- Fortitudo Pompea Bologna (2019–2020)
- Lavoropiù Fortitudo Bologna (2020–2021)
- Fortitudo Kiğılı Bologna (seit 2021)

## Ehemalige Spieler
| - Artis Gilmore (1988–1989) - Valdemaras Chomičius (1990–1991) - Teoman Alibegović (1991–1993) - Vincenzo Esposito (1993–1995) - Aleksandar Đorđević (1994–1996) - Carlton Myers (1995–2001) - David Rivers (1997–1998) - Dominique Wilkins (1997–1998) - Giacomo Galanda (1997–1998, 1999–2003) - , Gregor Fučka (1997–2002, 2008–2009) - Marko Jarić (1998–2000) - Artūras Karnišovas (1998–2000) - Stojko Vranković (1999–2001) - Gianluca Basile (1999–2005) | - Eurelijus Žukauskas (2000–2001) - Stefano Mancinelli (2000–2009) - Marko Milič (2001–2002) - Zoran Savić (2001–2002) - Luboš Bartoň (2002–2003) - Vlado Šćepanović (2002–2003) - Carlos Delfino (2002–2004) - Gianmarco Pozzecco (2002–2005) - Hanno Möttölä (2003–2004) - Matjaž Smodiš (2003–2005) - Erazem Lorbek (2003–2006) - Marco Belinelli (2003–2007) - Miloš Vujanić (2003–2005) - Dalibor Bagarić (2004–2006, 2007–2009) | - Sani Bečirovič (2005–2006) - Yakhouba Diawara (2006) - Steffen Hamann (2006–2007) - Jérôme Moïso (2006–2007) - Tyus Edney (2006–2007) - Marcelo Huertas (2008–2009) - Lazaros Papadopoulos (2008–2009) - Uroš Slokar (2008–2009) |